# Zanna terminalis
Zanna terminalis är en insektsart som beskrevs av Gerstaecker 1895. Zanna terminalis ingår i släktet Zanna och familjen lyktstritar. Inga underarter finns listade i Catalogue of Life.